# Антоненков, Михаил Ануфриевич
Михаил Ануфриевич Антоненков (1925 — ?) — советский и российский журналист и сценарист.

## Биография
Родился 26 ноября 1925 года в Варюхино. После окончания средней поступил на юридический факультет КазГУ, который окончил досрочно благодаря его успеваемости (проучился 3 курса вместо 5). Сразу же после окончания университета, переехал в Вильнюс и устроился на работу в газету Вечерние новости, затем начал писать сценарии к фильмам — экранизированы 2 фильма. Дальнейшая судьба неизвестна.

## Фильмография

### Сценарист
- 1957:
  - Наши соседи
  - Пока не поздно